# Amazon Kindle

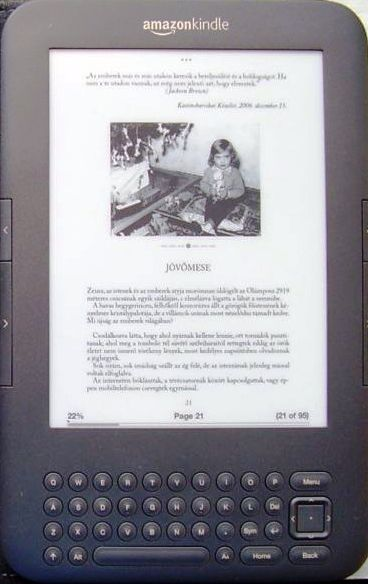
Amazon Kindle könyvolvasó

Az Amazon Kindle egy e-könyv-olvasó termékcsalád, amely mostanára (2018) már a nyolcadik generációjánál tart. Más megfogalmazásban a Kindle egy az Amazon.com által kifejlesztett olyan hálózati képességekkel ellátott eszköz, mely szoftverének segítségével e-könyvek és más digitális adatok megjelenítésére használható. Jelenleg a következő eszközök tartoznak a családba: a Kindle (vagy Kindle 1, az első változat), Kindle 2, Kindle 3 (Kindle Keyboard), Kindle DX, Kindle 4, Kindle Touch, Kindle Fire, Kindle Paperwhite, Kindle Paperwhite 2 és a Kindle Voyage. Kindle-t emuláló szoftver létezik a Windows, iOS, BlackBerry, Mac OS X és az Android operációs rendszereken.

## Működése
A Kindle hardverje az úgynevezett „e-tinta” elektronikus papíron alapszik, mely a szürke 16 árnyalatát képes megjeleníteni. Az elektronikus papír parányi mágneses részecskékből áll. A részecske pozitív töltésű fele fehér, a negatív pedig fekete színű tintával van befestve. A részecskék „forgatásával” elérjük, hogy képet rajzolunk ki velük, mely pontosan úgy néz ki, mint egy klasszikus papírra festett tinta. A forgatás után a következő használatig a részecskék nem használnak elektromos áramot, ezért az eszköz akár hónapokig is működhet anélkül, hogy újból fel kellene tölteni.
Az elektronikus papír előnye a klasszikus TFT monitorokkal szemben ugyanaz, mint a könyvé. Először is nem használ háttérvilágítást, ami miatt kevésbé káros az ember szemére. Továbbá a napfény nem zavar olvasáskor, „oldalról” is tisztán lehet látni, valamint sokkal kevesebb áramot igényel. A hátránya az oldal frissítésének relatív lassúsága, ami miatt mozgó képek megjelenítésére nem alkalmas.
Az e-könyvek megjelenítésére szolgáló kijelzőn kívül némelyik Kindle-típusok hangszórót és fülhallgató-csatlakoztatót is tartalmaznak, és MP3 formátumú zenét képesek lejátszani. Ugyanezek a típusok kísérleti szövegolvasó szoftvert is tartalmaznak, amely (jelenleg csak az angol nyelvű) szöveget fel tudja olvasni férfi vagy női hangon. Az eszközben Wi-Fi is található, mellyel csatlakozhat helyi hálózatokra. Egyes változatok 3G-vel is képesek az internetre csatlakozni. Az interneten keresztül könyveket, újságokat, magazinokat lehet vásárolni. A Kindle egy egyszerű internetböngészőt is tartalmaz.

## Típusok és technikai jellemzők
| Kép                               |                    |                    |                         |                                   |                                                                                 |                                                                                 |                                                                             |                                                                             |                                                   |                                                                               |                                                                         |                              |
| Név                               | Amazon Kindle      | Amazon Kindle      | Amazon Kindle 2         | Amazon Kindle 2                   | Amazon Kindle DX                                                                | Amazon Kindle DX                                                                | Kindle Keyboard                                                             | Kindle Keyboard                                                             | Kindle 4                                          | Kindle Touch / Kindle Touch 3G                                                | Kindle Fire                                                             |                              |
| Név                               | Amazon Kindle      | Amazon Kindle      | Amazon Kindle 2         | Amazon Kindle 2                   | Amazon Kindle DX                                                                | Amazon Kindle DX                                                                | Amazon Kindle 3 3G and Wi-Fi                                                | Amazon Kindle 3 Wi-Fi                                                       | Kindle 4                                          | Kindle Touch / Kindle Touch 3G                                                | Kindle Fire                                                             |                              |
| Kibocsátás                        | 2007. november 19. | 2007. november 19. | 2009. február 23. (USA) | 2009. október 19. (nemzetközileg) | 2009. június 10. (USA)                                                          | 2010. január 19. (nemzetközileg)                                                | 2010. augusztus 27.                                                         | 2010. augusztus 27.                                                         | 2011. szeptember 28. (USA)                        | 2011. szeptember 28. / 2011. november 21. (USA)                               | 2011. november 15. (USA)                                                |                              |
| Szín                              | fehér              | fehér              | fehér                   | fehér                             | fehér                                                                           | fehér                                                                           | fehér / grafit                                                              | grafit                                                                      | grafit                                            | grafit                                                                        | grafit                                                                  |                              |
| Méretek                           |                    |                    |                         |                                   | 264 x 182 x 9 mm                                                                | 264 x 182 x 9 mm                                                                | 190 x 123 x 8,5 mm                                                          | 190 x 123 x 8,5 mm                                                          | 166 mm x 114 mm x 8,7 mm                          | 172 mm x 120 mm x 10.1 mm                                                     | 190 mm x 120 mm x 11.4 mm                                               |                              |
| Operációs rendszer                |                    |                    |                         |                                   | Linux                                                                           | Linux                                                                           |                                                                             |                                                                             |                                                   |                                                                               | Leágazás az Android Gingerbreadről                                      |                              |
| CPU                               |                    |                    |                         |                                   | 532 MHz ARM-11 processzor                                                       | 532 MHz ARM-11 processzor                                                       |                                                                             |                                                                             |                                                   |                                                                               | Texas Instruments OMAP 1 GHz                                            | Texas Instruments OMAP 1 GHz |
| Memória                           |                    |                    |                         |                                   | 4 GB (felhasználó által elérhető: 3,3 GB)                                       | 4 GB (felhasználó által elérhető: 3,3 GB)                                       | 4 GB (felhasználó által elérhető: 3 GB)                                     | 4 GB (felhasználó által elérhető: 3 GB)                                     | 2 GB (felhasználó által elérhető: 1,25 GB)        | 4 GB (felhasználó által elérhető: 3 GB)                                       | 8 GB                                                                    |                              |
| Kommunikáció                      |                    |                    |                         |                                   | 3G/EDGE, 3,5 mm jack, USB 2.0, sztereó hangszóró                                | 3G/EDGE, 3,5 mm jack, USB 2.0, sztereó hangszóró                                | billentyűzet, WLAN, 3.5 mm audio jack, USB 2.0, hátoldali sztereó hangszóró | billentyűzet, WLAN, 3.5 mm audio jack, USB 2.0, hátoldali sztereó hangszóró | 5 gombos, WLAN, USB 2.0                           | érintőképernyő, WLAN, 3.5 mm audio jack, USB 2.0, hátoldali sztereó hangszóró | érintőképernyő, 3.5 mm audio jack, USB 2.0, hátoldali sztereó hangszóró |                              |
| Tömeg                             |                    |                    |                         |                                   | 540 g                                                                           | 540 g                                                                           | 247 g                                                                       | 241 g                                                                       | 170 g                                             | 213 g                                                                         | 413 g                                                                   |                              |
| Kijelző                           |                    |                    |                         |                                   | 9,7 coll átlóméret, 1200x824 E-Ink, 16 fokozatú szürke- árnyalatos megjelenítés | 9,7 coll átlóméret, 1200x824 E-Ink, 16 fokozatú szürke- árnyalatos megjelenítés | 6 coll átlóméret, E-Ink "Pearl",                                            | 6 coll átlóméret, E-Ink "Pearl",                                            | 6 coll, E-Ink, 600x800, 16 szürke- árnyalatos     | 6 coll, E-Ink, 600x800, 16 szürke- árnyalatos                                 | 7 coll, 1024x600, színes                                                |                              |
| Egy feltöltéssel elérhető üzemidő |                    |                    |                         |                                   | négy nap bekapcsolt 3G-vel, két hét offline módban                              | négy nap bekapcsolt 3G-vel, két hét offline módban                              | 10 nap bekapcsolt 3G-vel és WiFi-vel, 1 hónap offline módban                | 3 hét bekapcsolt WiFi-vel, 1 hónap offline módban                           | 3 hét bekapcsolt WiFi-vel, 1 hónap offline módban | 6 hét bekapcsolt WiFi-vel, 2 hónap offline módban                             | 7,5-8 óra offline módban                                                |                              |
| Akkumulátor                       |                    |                    |                         |                                   | Li-ion, 1530 mAh                                                                | Li-ion, 1530 mAh                                                                |                                                                             |                                                                             |                                                   |                                                                               | 4400mAh                                                                 |                              |
| Ár                                |                    |                    |                         |                                   | 379 USD                                                                         | 379 USD                                                                         | 189 USD                                                                     | 139 USD                                                                     | 79 USD                                            | 99 USD                                                                        | 199 USD                                                                 |                              |

## E-könyvek

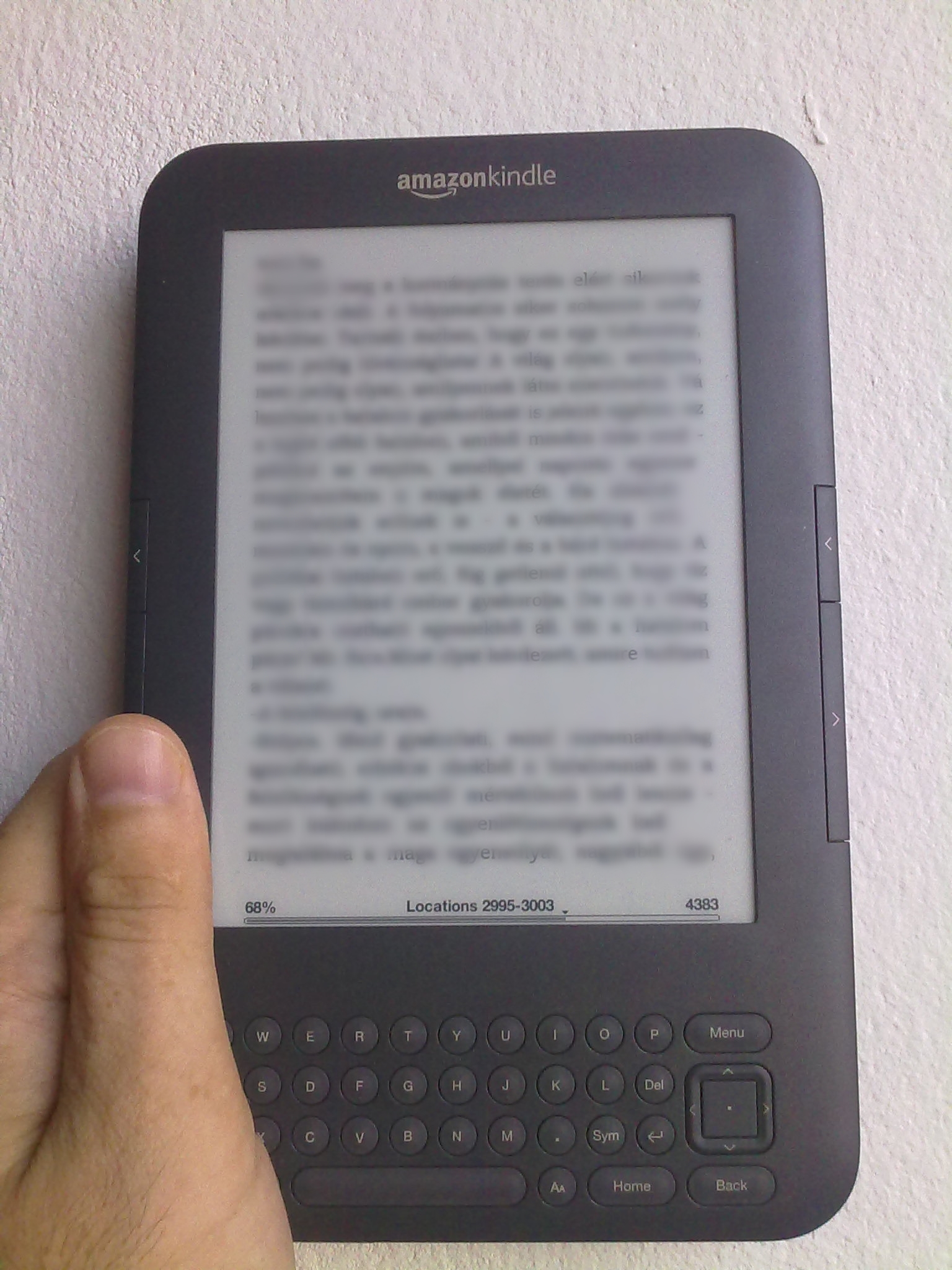
Egy magyar nyelvű, RTF-ből konvertált könyv az Amazon Kindle 3-on

### Formátumok
Az Amazon Kindle 3 a következő formátumokat támogatja:
- AZW (az Amazon.com saját formátuma)
- Mobipocket-könyvek (MOBI, PRC)
- Szöveges fájlok (TXT)
- Topaz-könyvek (TPZ)
- Adobe PDF

Regisztrálás után az Amazon konvertáló szolgáltatást is nyújt, mellyel a Word DOC és HTML fájlokat AZW formátumba váltja. Továbbá létezik több olyan szoftver, mellyel más formátumokat is lehet a Kindle által támogatott formátumokba konvertálni. Így pl. a Calibre képes a RTF és EPUB formátumokat MOBI-vá változtatni, a Mobipocket Creator pedig a PDF-eket PRC-vé. Habár a Kindle alapvetően támogatja az Adobe PDF formátumot, a betűk eléggé kicsinek látszanak, ezért ajánlatos átváltani őket Mobipocket formátumba.

### Betűtípusok
Az első Kindle 1 csak az ISO 8859-1 (Latin 1) karakterkészletet támogatta, mellyel csak a nyugat-európai nyelveken írt könyveket lehetett olvasni. A Kindle 3 támogatja az Unicode készletet, mellyel nemcsak a magyar nyelvű e-könyveket lehet gond nélkül megjeleníteni, hanem a cirill, kínai, arab stb. is.
A Kindle több méretben képes kijelezni a karaktereket. Továbbá növelni vagy csökkenteni lehet a kontrasztot, ami sokat jelenthet a gyöngébben látók számára.

### Szótár
Az éppen olvasott szövegből kijelölhetünk egy szót, majd a beépített szótár segítségével megtudhatjuk annak jelentését. Az olvasót két Oxford szótárral feltöltve szállítja az Amazon. Lelkes felhasználók angol-magyar, német-magyar és francia-magyar szótárakat fejlesztettek, ezeket ingyenesen közzétették.